# Gornje Psarjevo
 Gornje Psarjevo  falu Horvátországban Zágráb megyében. Közigazgatásilag Szentivánzelinához tartozik.

## Fekvése
Zágrábtól 24 km-re északkeletre, községközpontjától  3 km-re nyugatra, a Medvednica-hegység délkeleti lejtőin fekszik.

## Története
1857-ben 280, 1910-ben 833 lakosa volt. Trianonig Zágráb vármegye Szentivánzelinai járásához tartozott.
2001-ben 477 lakosa volt.

## Nevezetességei
Szent György tiszteletére szentelt kápolnája a zelinai térség legrégibb építményei közé tartozik. Eredetileg román-gótikus stílusban épült, később azonban többször átépítették. Mai megjelenését 1860-ban kapta. Az egyhajós épületek közé tartozik, téglalap alaprajzzal, lekerekített szentéllyel és a főhomlokzat feletti harangtoronnyal. Belül festett. Belseje barokk, melynek legértékesebb része az oltár a szentek 17. századi szobraival 1665 és 1670 között készült.